# FK Minszk
Az FK Minszk (belarusz nyelven: Футбольны Клуб Мiнск, magyar átírásban: Futbolni Klub Minszk) egy fehérorosz labdarúgócsapat Minszkben. Jelenleg a fehérorosz labdarúgó-bajnokság élvonalában szerepel.

## Története
A klub nem hivatalos elődjét 1947-ben Torpedo Minszk néven alapították, amely 6 alkalommal nyerte meg a Belorusz SZSZK területi bajnokságát (egyben a fehérorosz bajnokságot), majd az 1980-as években tapasztalható visszaesés miatt megszűnt.
A megszűnt csapat stadionjába 2006-ban egy új fővárosi klub, az FK Zmena-Minszk első csapatán alapuló FK Minszk költözött. Első idényében fölényesen megnyerte a másodosztályt, így 2007-ben már élvonalbeli szereplést ünnepelhetett. A fehérorosz kupában az elődöntőig menetelő fővárosi csapat az első osztály 14., utolsó helyén zárt, így visszaesett a másodosztályba.
A másodosztályú forgatókönyv megismétlődött, és a két évvel korábbinál nagyobb fölénnyel és mindössze egy vereséggel a dobogó legfelső fokán végzett, így rövid kitérő után újra az élvonal tagja lett.

## Sikerei
Torpedo Minszk
- Belorusz SZSZK bajnoka:
  - 6 alkalommal (1947, 1949, 1962, 1966, 1967, 1969)

FK Minszk
- Fehérorosz másodosztály bajnoka:
  - 2 alkalommal (2006, 2008)

## Korábbi eredményei a fehérorosz labdarúgó-bajnokságokban
| Szezon | Oszt. | #   | J  | Gy | D | V  | Rg | Kg | P  | Kupa          | Megjegyzések |
| ------ | ----- | --- | -- | -- | - | -- | -- | -- | -- | ------------- | ------------ |
| 2006   | II.   | 1.  | 26 | 17 | 5 | 4  | 44 | 13 | 56 | 1. forduló    | Feljutott    |
| 2007   | I.    | 14. | 26 | 4  | 9 | 13 | 18 | 35 | 21 | Elődöntős     | Kiesett      |
| 2008   | II.   | 1.  | 26 | 23 | 2 | 1  | 72 | 11 | 71 | Nyolcaddöntős | Feljutott    |

## Stadion
Az FK Minszk hazai mérkőzéseit az 5 200 férőhelyes minszki Tarpeda Stadionban rendezi.